# La malquerida (pel·lícula de 1940)
La malquerida és una pel·lícula dramàtica espanyola en blanc i negre del 1940 dirigida per José López Rubio. Està basada en l'obra de teatre La malquerida de Jacinto Benavente, escrit el 1913.

## Sinopsi
A la hisenda El Soto hi viuen Doña Raimunda i la seva filla Acacia. Després de quedar vídua, Raimunda es va casar amb Esteban, que està enamorat secretament d'Acacia, però ell sent per ell un profund rebuig. Mentrestant, alguns joves festegen amb Acacia. Però el pitjor arriba quan Esteban intenta desfer-se de tots els homes que envolten Acàcia.

## Repartiment
- Antonio Armet - El Rubio
- Társila Criado - Raimunda
- Manolo Morán - Pascual
- Carlos Muñoz - Faustino
- Julio Peña - Norberto
- Luchy Soto - Acacia
- Jesús Tordesillas - Esteban
- Isabel de Pomés - Noia al balcó

## Premis
Jesús Tordesillas va rebre el premi al millor actor als Premis del Sindicat Nacional de l'Espectacle de 1941.